# Conognatha obenbergeri
Conognatha obenbergeri es una especie de escarabajo del género Conognatha, familia Buprestidae. Fue descrita científicamente por Olave en 1939.